# Trichosia viaticella
Trichosia viaticella är en tvåvingeart som beskrevs av Werner Mohrig och Nina Krivosheina 1979. Trichosia viaticella ingår i släktet Trichosia och familjen sorgmyggor. Inga underarter finns listade i Catalogue of Life.